# Selfish (前田敦子のアルバム)
「Selfish」（セルフィッシュ）は、日本の女優・前田敦子のアルバム。2016年6月22日にキングレコードから発売された。

## 概要
2011年のソロ第1弾シングル『Flower』から丁度5年後の6月22日に発売された前田敦子のファースト・アルバム。
アルバムCDはType-A、Type-B、Type-C、Type-Dの4種類がリリースされた。Type BとType CのDVDにはライブ映像も初めて収録された。これは2014年にZepp Tokyoで行なわれたファーストライブの模様が、part.1、part.2としてそれぞれのTypeに収められる。
キャッチコピーは「サヨナラ、理性」。ジャケット写真は操上和美が撮影した。

## 収録曲
全作詞：秋元康

### Type A
CD（DISC1）
1. Selfish [3:58]
（作曲・編曲：中村泰輔）
  - TBS系水ドラ!!『毒島ゆり子のせきらら日記』主題歌。
  - ミュージックビデオは廣木隆一が演出。お笑いコンビ「とろサーモン」の村田秀亮が彼氏役で出演している[4]。
2. タイムマシンなんていらない [4:09]
（作曲・編曲：you-me）
  - 3rdシングル表題曲
3. Sunday drive [4:41]
（作曲・編曲：カワノミチオ）
  - 2ndシングルAct3収録
4. セブンスコード [4:17]
（作曲・編曲：渡辺淳）
  - 4thシングル表題曲
5. 冷たい炎 [4:08]
（作曲・編曲：山田高弘）
  - 3rdシングルType-D収録
6. コンタクトレンズ [4:01]
（作曲・編曲：渡辺和紀）
  - 4thシングル収録
7. 壊れたシグナル [4:35]
（作曲：奥田もとい、編曲：渡辺和紀）
  - 3rdシングル収録
8. I’m free [4:22]
（作曲・編曲：菅井達司）
  - 3rdシングルType-C収録
9. 懐かしい初めて [4:17]
（作曲・編曲：若田部誠）
  - 4thシングルType-B収録
10. Flower [4:14]
（作曲・編曲：若田部誠）
  - 1stシングル表題曲
11. 頬杖とカフェ・マキアート [4:18]
（作曲：Myu、編曲：清水哲平）
  - 1stシングル収録
12. 君は僕だ [3:44]
（作曲：you-me、編曲：佐々木裕）
  - 2ndシングル表題曲
13. 風のアコーディオン [3:39]
（作曲：カワノミチオ、編曲：佐々木裕）
  - 3rdシングルType-A収録
14. 右肩 [5:04]
（作曲：杉山勝彦、編曲：杉山勝彦、森祐太）
  - 2ndシングル収録

DVD（DISC2）
1. Selfish Music Video
2. Selfish Making of

### Type B
CD（DISC1）
1. Selfish [3:58]
2. 絶望の入り口 [3:47]
（作曲：chalaza、編曲：野中“まさ”雄一）
3. タイムマシンなんていらない [4:09]
4. Sunday drive [4:41]
5. セブンスコード [4:17]
6. 冷たい炎 [4:08]
7. コンタクトレンズ [4:01]
8. 壊れたシグナル [4:35]
9. I’m free [4:22]
10. 懐かしい初めて [4:17]
11. Flower [4:14]
12. 頬杖とカフェ・マキアート [4:18]
13. 君は僕だ [3:44]
14. 風のアコーディオン [3:39]
15. 右肩 [5:04]

DVD（DISC2）
1. Selfish Music Video
2. 前田敦子 first live“SEVENTH CHORD” at ZEPP Tokyo （part.1）

### Type C
CD（DISC1）
1. Selfish [3:58]
2. やさしいサヨナラ [5:21]
（作曲：春川仁志、編曲：若田部誠）
3. タイムマシンなんていらない [4:09]
4. Sunday drive [4:41]
5. セブンスコード [4:17]
6. 冷たい炎 [4:08]
7. コンタクトレンズ [4:01]
8. 壊れたシグナル [4:35]
9. I’m free [4:22]
10. 懐かしい初めて [4:17]
11. Flower [4:14]
12. 頬杖とカフェ・マキアート [4:18]
13. 君は僕だ [3:44]
14. 風のアコーディオン [3:39]
15. 右肩 [5:04]

DVD（DISC2）
1. Selfish Music Video
2. 前田敦子 first live“SEVENTH CHORD” at ZEPP Tokyo （part.2）

### Type D
CD
1. Selfish [3:58]
2. わがままなバカンス [3:50]
（作曲：加藤菜津美、編曲：板垣祐介）
3. タイムマシンなんていらない [4:09]
4. Sunday drive [4:41]
5. セブンスコード [4:17]
6. 冷たい炎 [4:08]
7. コンタクトレンズ [4:01]
8. 壊れたシグナル [4:35]
9. I’m free [4:22]
10. 懐かしい初めて [4:17]
11. Flower [4:14]
12. 頬杖とカフェ・マキアート [4:18]
13. 君は僕だ [3:44]
14. 風のアコーディオン [3:39]
15. 右肩 [5:04]